# Festivali i Këngës 37
Festivali i Këngës 37 var den 37:e upplagan av Festivali i Këngës och arrangerades i december 1998. Tävlingen leddes av fyra programledare bestående av två män och två kvinnor. Tävlingen vanns för första gången av en sångare från Kosovo då den kosovoalbanska sångerskan Albërie Hadërgjonaj tog hem tävlingen med sin låt "Mirësia dhe e vërteta" som skrevs av Arben Duka med musik av Luan Zhegu. Låten kom senare att bli en fredshymn under Kosovokriget.
På andra plats kom Françesk Radi med "Humba pranverën" och på tredje plats kom Aurela Gaçe med "E pafajshme jam".

## Deltagare (urval)
| Plats | Artist              | Låt                        | Text              | Musik                     |
| ----- | ------------------- | -------------------------- | ----------------- | ------------------------- |
| 1     | Albërie Hadërgjonaj | "Mirësia dhe e vërteta"    | Arben Duka        | Luan Zhegu                |
| 2     | Françesk Radi       | "Humba pranverën"          | Agim Doçi         | Françesk Radi             |
| 3     | Aurela Gaçe         | "E pafajshme jam"          | Ilirjan Zhupaj    | Adrian Hila               |
| i.u.  | Rovena Dilo         | "Fjalët e përjetëshme"     | Rovena Dilo       | Edmond Zhulali            |
| i.u.  | Ema Qazimi          | "Mama"                     | Jorgo Papingji    | Alfred Kaçinari           |
| i.u.  | Juliana Pasha       | "Në këngën time u shlodha" | L. Bakiu, M. Tola | B. Canaj, Alfred Kaçinari |
| i.u.  | Mira Konçi          | "Zemrat presin"            | Agim Doçi         | Shpëtim Saraçi            |
| i.u.  | Parakoha            | "Fjalët e fundit"          | N. Krasniqi       | N. Krasniqi               |
| i.u.  | Eranda Libohova     | "Lypsarja"                 | Gjergj Beçi       | Selim Ishmaku             |
| i.u.  | Irma Libohova       | "Gjethë shtatori"          | i.u.              | Alfred Kaçinari           |